# سعید مرجان
سعید مرجان (عربی: سعيد مرجان؛ زاده ۱۰ فوریهٔ ۱۹۹۰) یک بازیکن فوتبال اهل اردن است.
وی همچنین در تیم ملی فوتبال اردن بازی کرده‌است.